# París-Roubaix 1950
La París-Roubaix 1950 fou la 48a edició de la París-Roubaix. La cursa es disputà el 9 d'abril de 1950 i fou guanyada per l'italià Fausto Coppi, que s'imposà en solitari en la meta de Roubaix.

## Classificació final
|    | Ciclista         | Equip              | Temps      |
| -- | ---------------- | ------------------ | ---------- |
| 1  | Fausto Coppi     | Bianchi-Ursus      | 6h 18' 48" |
| 2  | Maurice Diot     | Mercier-Hutchinson | + 2' 45"   |
| 3  | Fiorenzo Magni   | Wilier-Triestina   | + 5' 24"   |
| 4  | Charles Coste    | Peugeot            | m. t.      |
| 5  | Gino Sciardis    | Mercier-Hutchinson | + 7' 07"   |
| 6  | Pierre Molinéris | Bottecchia         | + 7' 40"   |
| 7  | André Declerck   | Bertin             | + 7' 54"   |
| 8  | Georges Meunier  | -                  | m. t.      |
| 9  | Georges Claes    | Garin-Wolber       | m. t.      |
| 10 | Marcel Kint      | Mercier-Hutchinson | m. t.      |